# Hermann Geibel

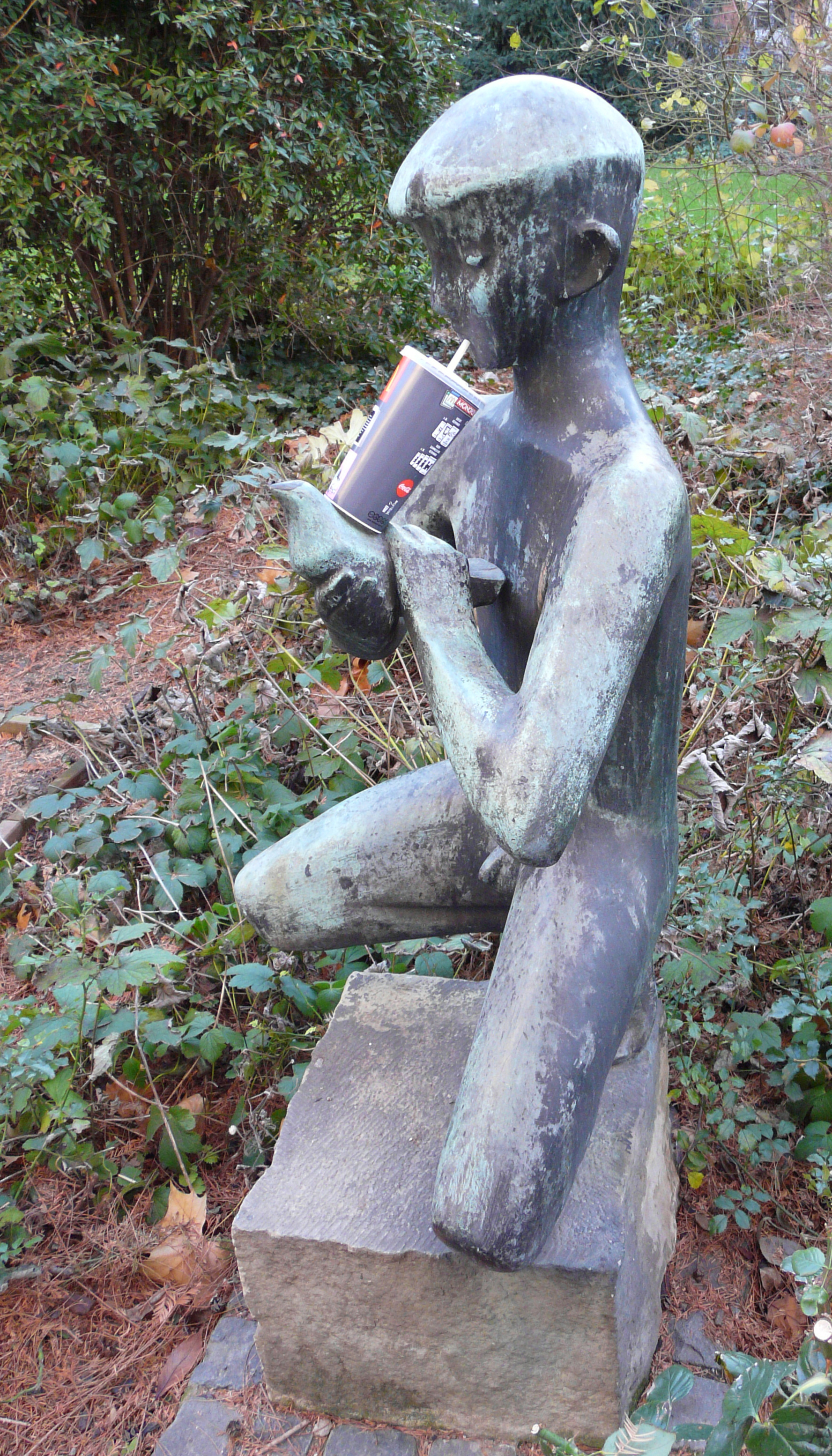
Geibels Bronzefigur "Knabe mit Taube" auf dem Scipioplatz in Mannheim mit Trinkbecher als ironische Beigabe

Hermann Geibel (* 14. Mai 1889 in Freiburg im Breisgau; † 20. September 1972 in Darmstadt) war ein deutscher Bildhauer und Hochschullehrer.

## Leben und Werk
Hermann Karl Geibel wurde 1889 als Sohn von Armin Franz Geibel und seiner Ehefrau Elisabeth Margarethe Galli in Freiburg im Breisgau geboren. Er wuchs in Freiburg und Basel auf. Nach der Schule besuchte er 1909 die Kunstakademie in Dresden in der Zeichen- und Modellierklasse. Von 1910 bis 1913 wurde er in München als Zeichner und Bildhauer ausgebildet. Dort besuchte Geibel auch Bildhauerkurse bei Erwin Kurz und Kurse des Tiermalers Heinrich von Zügel und Kurse bei Gustaf Britsch. In dieser Zeit legte er sich bereits thematisch auf Tierdarstellungen fest. Erste öffentliche Aufmerksamkeit erregte Geibel durch zwei Hirschgruppen, die er 1913 für das Offiziergenesungsheim Bühlerhöhe bei Baden-Baden schuf. Im Ersten Weltkrieg wurde Geibel schwer verwundet, so dass er gezwungen war, seinen linken Arm als Arbeitsarm auszubilden.
Von 1916 bis 1934 lebte er als freier Bildhauer in München. Er stand in engem Gedankenaustausch mit Karl Albiker. In den 1920er Jahren unternahm Geibel zahlreiche ausgedehnte Studienreisen nach Griechenland, Frankreich, Italien und Spanien. 
Am 1. Juli 1934 trat Geibel als Nachfolger von Josef Plenk eine außerordentliche Professur für Ornamentik und Modellieren, Aktzeichnen und angewandte Plastik an der TH Darmstadt an. In seiner Darmstädter Zeit betrieb er ein Atelier in der Kiesstraße, das bei dem schweren Bombenangriff auf Darmstadt am 11. September 1944 völlig zerstört wurde.
Nach seiner Mitgliedschaft im 1936 verbotenen Deutschen Künstlerbund wurde Geibel Mitglied des künstlerischen Beirats der Darmstädter Künstlergemeinschaft, einer von Oberbürgermeister Otto Wamboldt noch im selben Jahr gegründeten Einheitsorganisation, die alle lokalen Künstler unter nationalsozialistischer Führerschaft versammeln wollte. In diesem Beirat saßen neben Geibel u. a. Adolf Beyer, Jakob Krug und Erich Mindner. Geibel war kein Mitglied der NSDAP oder einer anderen nationalsozialistischen Vereinigung, wurde jedoch von Adolf Hitler auf die Gottbegnadeten-Liste (sog. Führerliste) der wichtigsten Bildenden Künstler des NS-Staates gesetzt. Geibel nahm mit insgesamt sieben Arbeiten 1937 bis 1939 an den Großen Deutschen Kunstausstellungen in München teil.

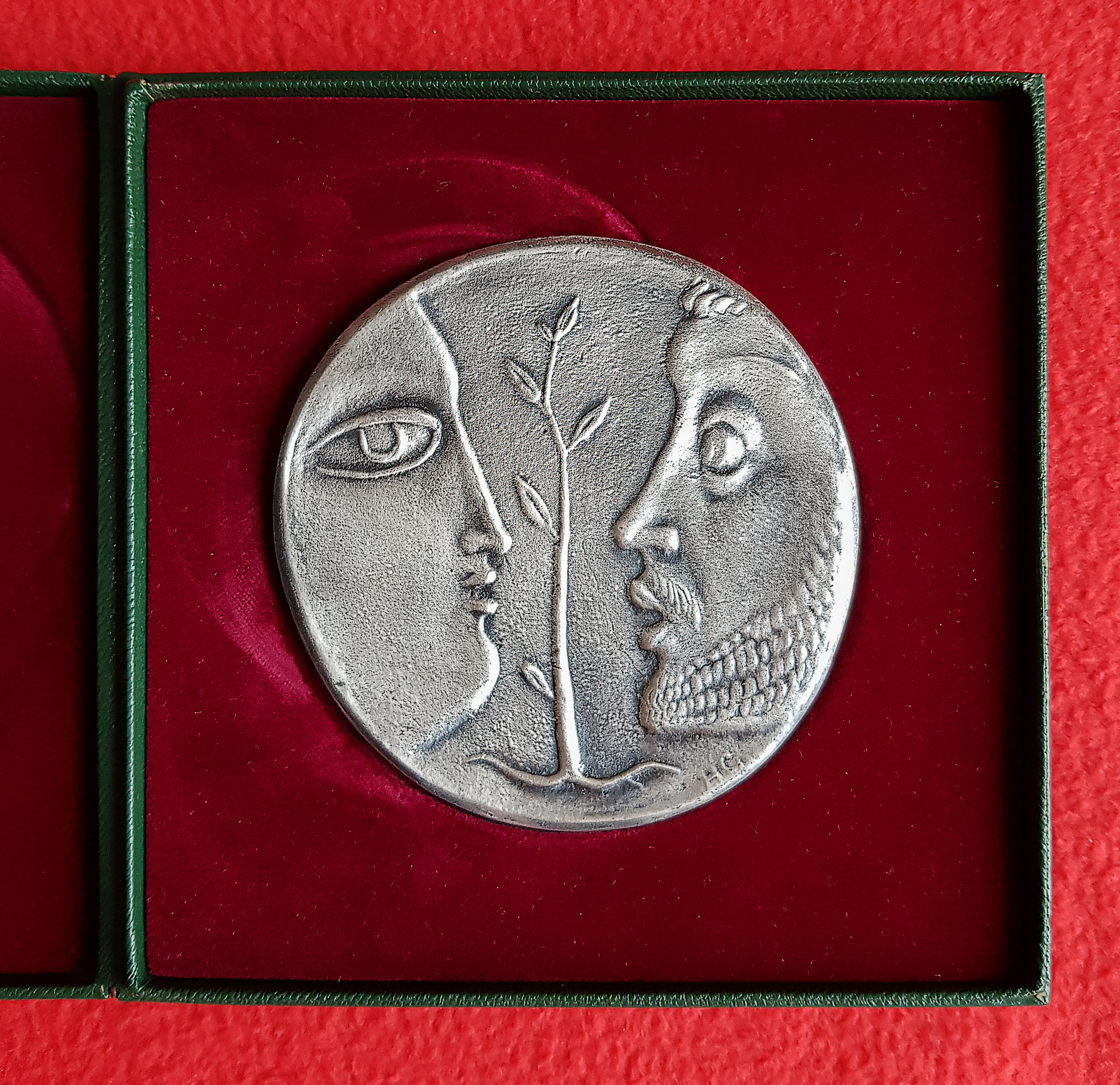
Hermann Geibel: Verdienstplakette der Stadt Darmstadt (1953/54)

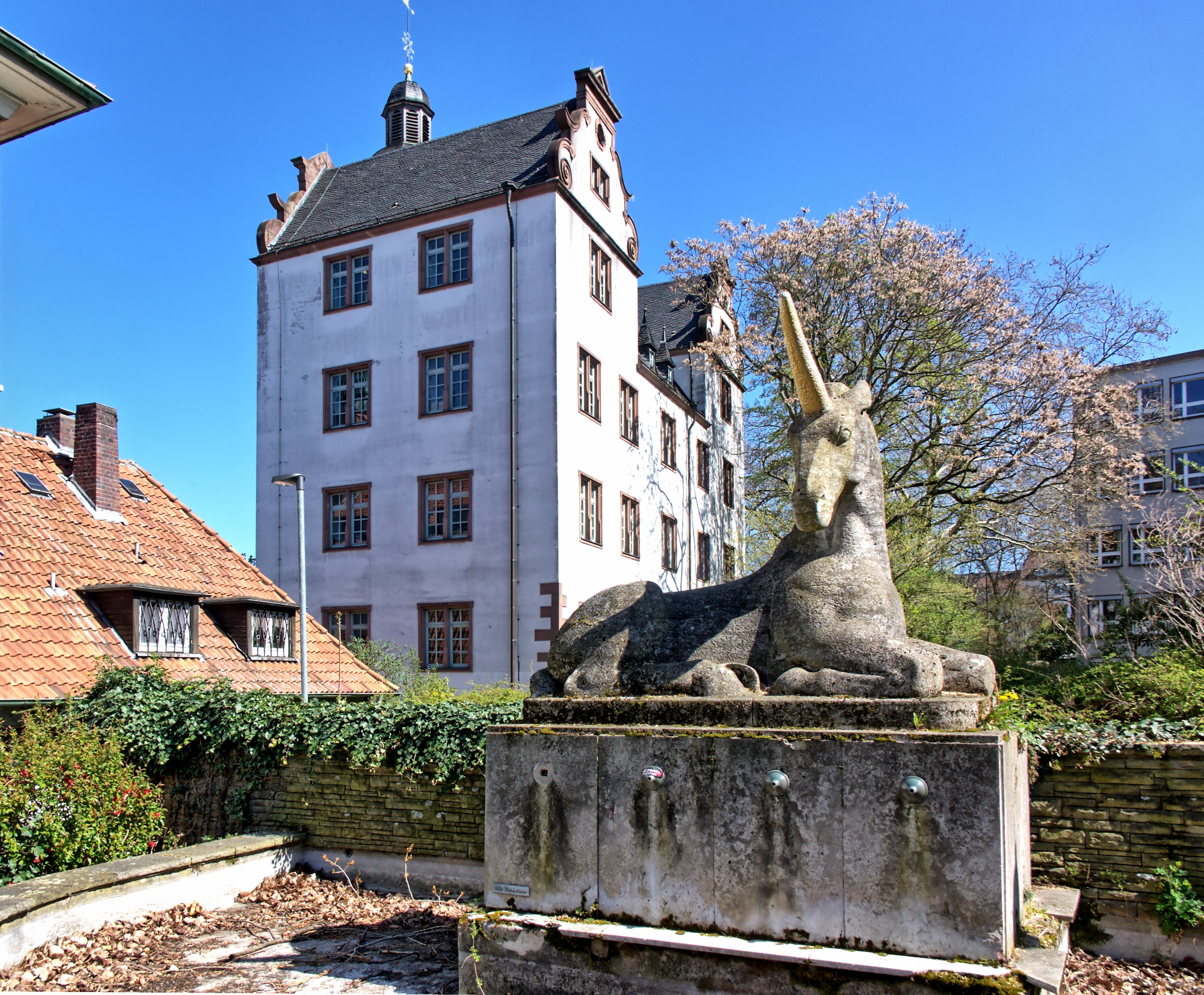
Hermann Geibel: Einhorn-Brunnen (1956), Darmstadt

1953/54 schuf Geibel die Silberne Verdienstplakette der Stadt Darmstadt, die erstmals 1954 verliehen wurde. Sie zeichnet insbesondere Personen aus, die sich in besonderer Weise für die Stadt verdient gemacht haben. Zum 30. September 1954 wurde Geibel emeritiert und blieb danach weiterhin in Darmstadt als Bildhauer ansässig. In seinem künstlerischen Schaffen überwiegen Porträts und Tierdarstellungen. Sein bekanntestes Kunstwerk in Darmstadt dürfte der 1956 in der Kirchstraße aufgestellte Einhorn-Brunnen sein.
Geibel war in erster Ehe mit Elfriede Eleonore Geibel verheiratet, ab 1939 in zweiter Ehe mit der Münchner Künstlerin Hedwig Kruse (1895–1991). Hermann Geibel wurde auf dem Waldfriedhof Darmstadt (Grabstelle: L 1 IZ 25) bestattet. Der Nachlass Hermann Geibel wurde dem Hessischen Landesmuseum Darmstadt übergeben.

## Ehrungen
- 1959: Johann-Heinrich-Merck-Ehrung der Stadt Darmstadt.
- 1966: Ehrenaufenthalt Villa Massimo Rom.